# リズムプロモーション
リズムプロモーション（英: RHYTHM PROMOTION）は、東京都新宿区に拠点を置く芸能プロダクション。

## 概要
主にAV女優のマネジメントを手掛ける、人妻・熟女に特化したAV事務所。
誠実で信頼できる運営を理念としている。
近年ではストリップに挑戦する女優も多く、2022年には新宿ニューアートでの特別興行「リズムプレゼンツ／艶の會」をプロデュースした。

## 所属モデル
- 藍沢汐里
- 秋元美織
- 浅見桃花
- 天野るみ
- 五十嵐千恵
- 石川芙美乃
- 和泉亮子
- 入山やよい
- 岡江みどり
- 小田しおり
- 柏木舞子
- 京野美沙
- 桐島明日香
- 倉田江里子
- 栗山さつき
- 来栖朱音
- 黒川珠美
- 西園寺美緒
- 佐伯音羽
- 砂月ゆり
- 翔田千里
- 鈴木美代子
- 高倉梨奈
- 高園ゆり子
- 徳山翔子
- 豊永映美
- 浪川ゆかり
- 新山恵里加
- 西島美里
- 西山あさひ
- 花村まゆり
- 姫川礼子
- 平岡里枝子
- 松沢ゆかり
- 松本みなみ
- 水上由紀恵
- 水瀬彩加
- 森田紅音
- 若月百合
- 八木あずさ